# Onthophagus ovigranosus
Onthophagus ovigranosus là một loài bọ cánh cứng trong họ Bọ hung (Scarabaeidae).